# Carso

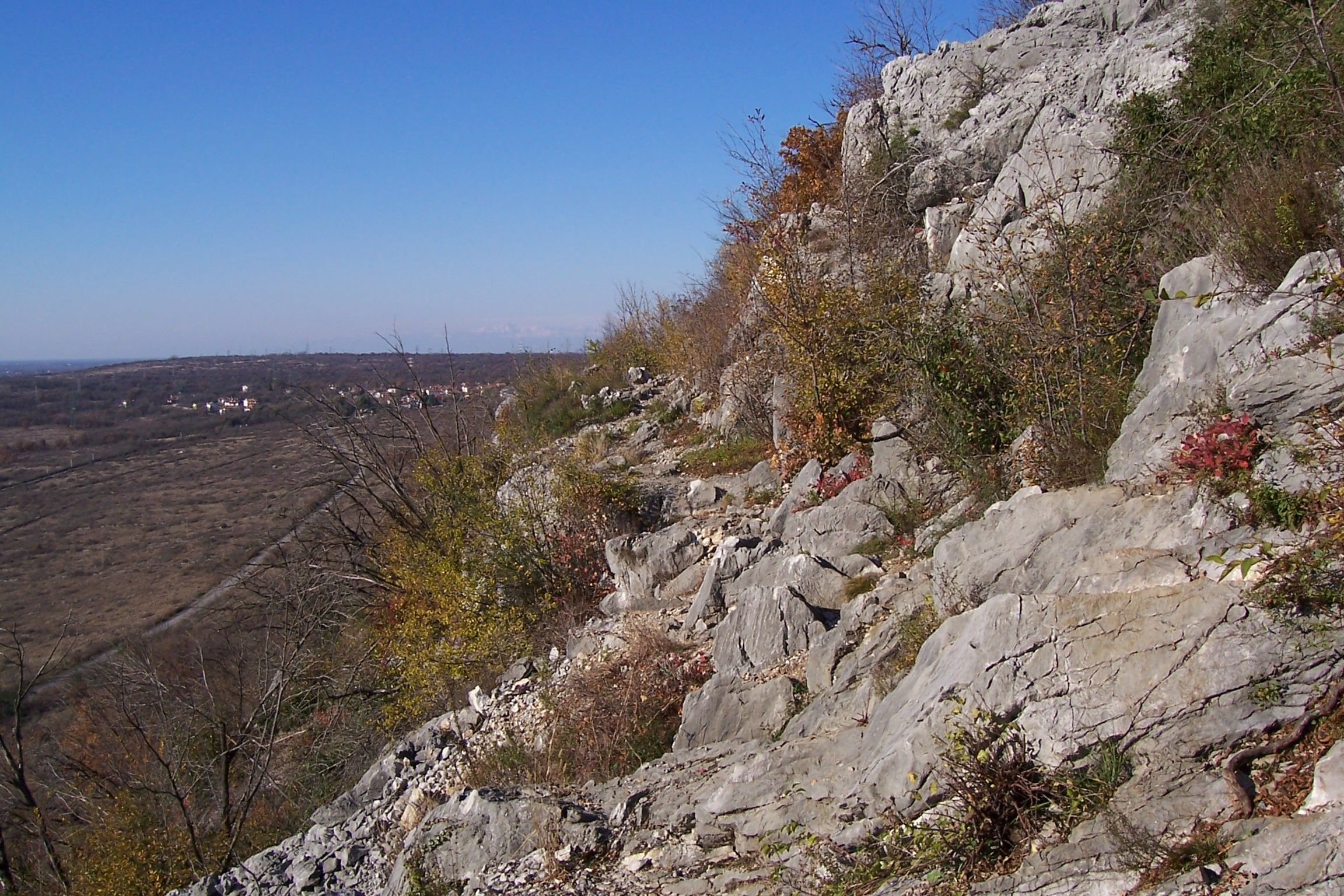
Paisatge del Carso en la comuna italiana de Doberdò del Llac.

El Carso (en eslovè: Kras, en italià: Carso, en alemany: Karst), també conegut com a carst clàssic o l'altiplà del Kras, és una regió amb un altiplà fronterer de calcària al sud-oest d'Eslovènia que s'estén fins al nord-est d'Itàlia. Es troba entre la vall de Vipava, els baixos turons del voltant de la vall, la part més occidental dels turons de Brkini, i el Golf de Trieste. El seu marge occidental és també la frontera ètnica tradicional entre italians i eslovens. La regió és famosa per haver donat la inspiració per al terme geològic carst.

## Posició geogràfica
L'altiplà puja bastant abruptament per sobre del paisatge dels voltants, amb l'excepció del costat sud-est, on el pendent és menys pronunciat. L'altiplà gradualment descendeix del sud-est al sud-oest. De mitjana es troba a uns 334 metres sobre el nivell del mar. Atès que el Carso descendeix abruptament cap al mar Adriàtic, està menys exposat als efectes climatològics beneficiosos del mar. La principal vegetació en el passat eren roures, però ara són boscos de pins. Els boscs ara cobreixen només un terç del Carso. Molta de la fusta per als pilots poc espaiats que sostenen la ciutat illenca de Venècia (Itàlia) va venir des d'aquesta regió.
El Carso és famós per les seves coves a Eslovènia, figuren Vilenica (la cova turística més antiga del món), la cova de Lipica, la cova de Divac, la cova de Kačna, la cova de Postojna i les coves de Škocjan (Patrimoni de la Humanitat de la UNESCO), mentre que a Itàlia hi ha la Grotta Gegant (la cova turística més gran del món, amb un pèndol horitzontal especial que mesura l'efecte de flux i reflux de la Lluna sobre la Terra).
La majoria del Carso és al Litoral eslovè en una àrea de 429 quilòmetres quadrats, i té una població d'unes 19.000 persones. El Carso en la seva totalitat té exactament 100 assentaments. El poble de Sežana és el centre de la regió al costat eslovè de la frontera. Els principals centres rurals són els assentaments de Divac, Dutovlje i Komen. Štanjel és un pintoresc assentament concentrat a la part superior de la vora nord de l'altiplà. Les cases estan agrupades atapeïdament al voltant del turó Turn, donant-li l'aparença d'un poble medieval. Al costat italià de la frontera, figuren els importants assentaments de Vila Opicina, Duino i Aurisina.
Les condicions naturals, incloent-hi el vent bora (Burj) i l'estil de vida local van formar els elements de l'arquitectura càrsica, creant formes simples però ben definides. El Carso és cèlebre pel seu vi negre espès, conegut com a Teran, i el prosciutto. Un dels principals centres turístics en l'àrea és Lipica, amb estables de cavalls (l'origen de la raça del cavall lipizzà) així com altres instal·lacions turístiques.

## Nadius i residents famosos
Entre les persones famoses que van néixer o van viure a la regió figuren els poetes Srecko Kosovel, Igo Grude i Ciril Zlobec, l'activista social Danilo Dolci, l'arquitecte Max Fabiani, els pintors Avgust Černigoj i Lojze Spacal, els escriptors Alojz Rebula, Igor Tork i Bogomir Magajna, el teòleg Anton Mahnič, els polítics Drago Marušič i Josip Ferfolja, l'economista Milko Brezigar i l'actriu Ita Rina. El paisatge pintoresc del Carso va inspirar a nombrosos artistes que no eren de la regió, entre ells els poetes Rainer Maria Rilke, Alojz Gradnik i Edvard Kocbek, els assagistes Scipio Slataper i Marjan Rožanc, els escriptors Fulvio Tomizza i Susanna Tamaro i el director cinematogràfic Jan Cvitkovič. Molts artistes i autors es van assentar a l'àrea, incloent-hi Josip Osti i Tares Kermauner.

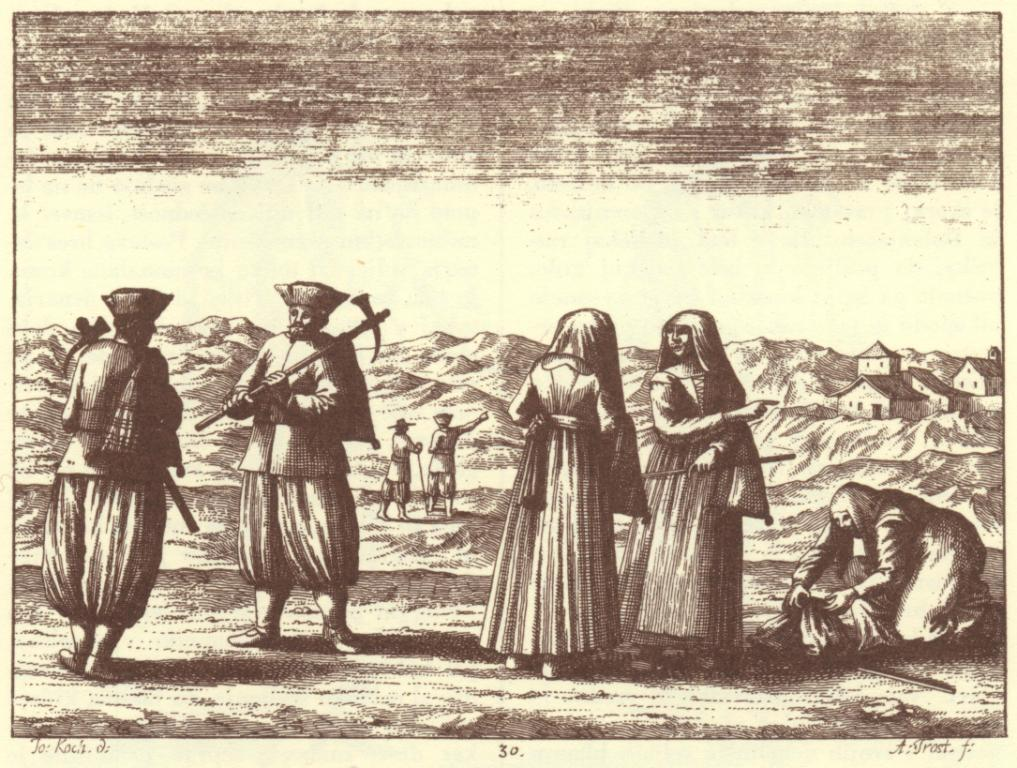
Camperols del Carso en un gravat de la monografia Die Ehre DESS Hertzogthums Crain de Janez Vajkard varvassors,.

## Reserva de la biosfera
Part del Carso eslovè està declarat reserva de la biosfera des de l'any 2004. El nom de la reserva és El Karst, i això és perquè és el lloc de referència de tots els estudis sobre el carst del món. A la reserva hi ha el parc regional de les Grutes de Škocjan, que són també un lloc Patrimoni de la Humanitat i un aiguamoll d'importància internacional protegit pel Conveni de Ramsar. Però no només hi ha ecosistema subterrani de carst, sinó també boscs de plantes esclerofil·les de fulla perenne.
El nucli de la zona té una extensió de 413 hectàrees, va des de 45°39'15 fins a 45° 41′ N, i de 13°58'30 fins a 14° 01′ 30″ E45° 40′ N, 13° 59′ E / 45.667°N,13.983°E. La Zona Tampó té 45.000 hectàrees i la de Transició, 14.780 hectàrees. Té una altitud que va des dels 200 fins als 475 msnm.

## Extensió geogràfica
Entre els municipis que estan completament o parcialment en el territori del Carso figuren:
- Itàlia
  - Savogna d'Isonzo
  - Doberdò del Llac
  - Sagrat (parcialment)
  - Monfalcone (parcialment)
  - Duino-Aurisina
  - Sgonico
  - Monrupino
  - Trieste (parcialment)
  - Sant Dorligo della Valle (parcialment)
- Eslovènia
  - Mireu-Kostanjevica (parcialment)
  - Komen
  - Sežana
  - Divac
  - Hrpelje-Kozina (parcialment)

Algunes vegades, la regió al voltant de Pivka també s'inclou.

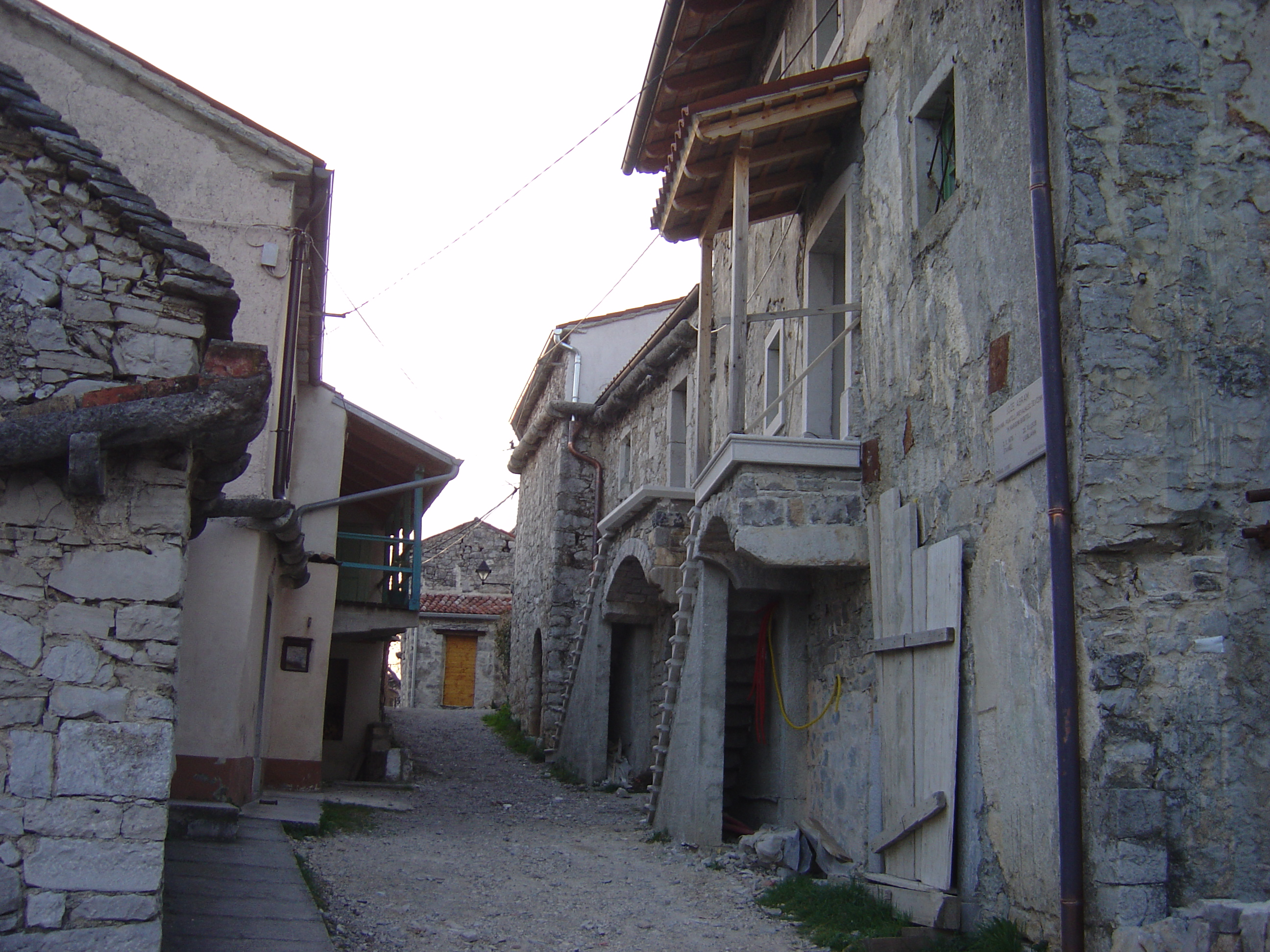
El poble de Štanjel
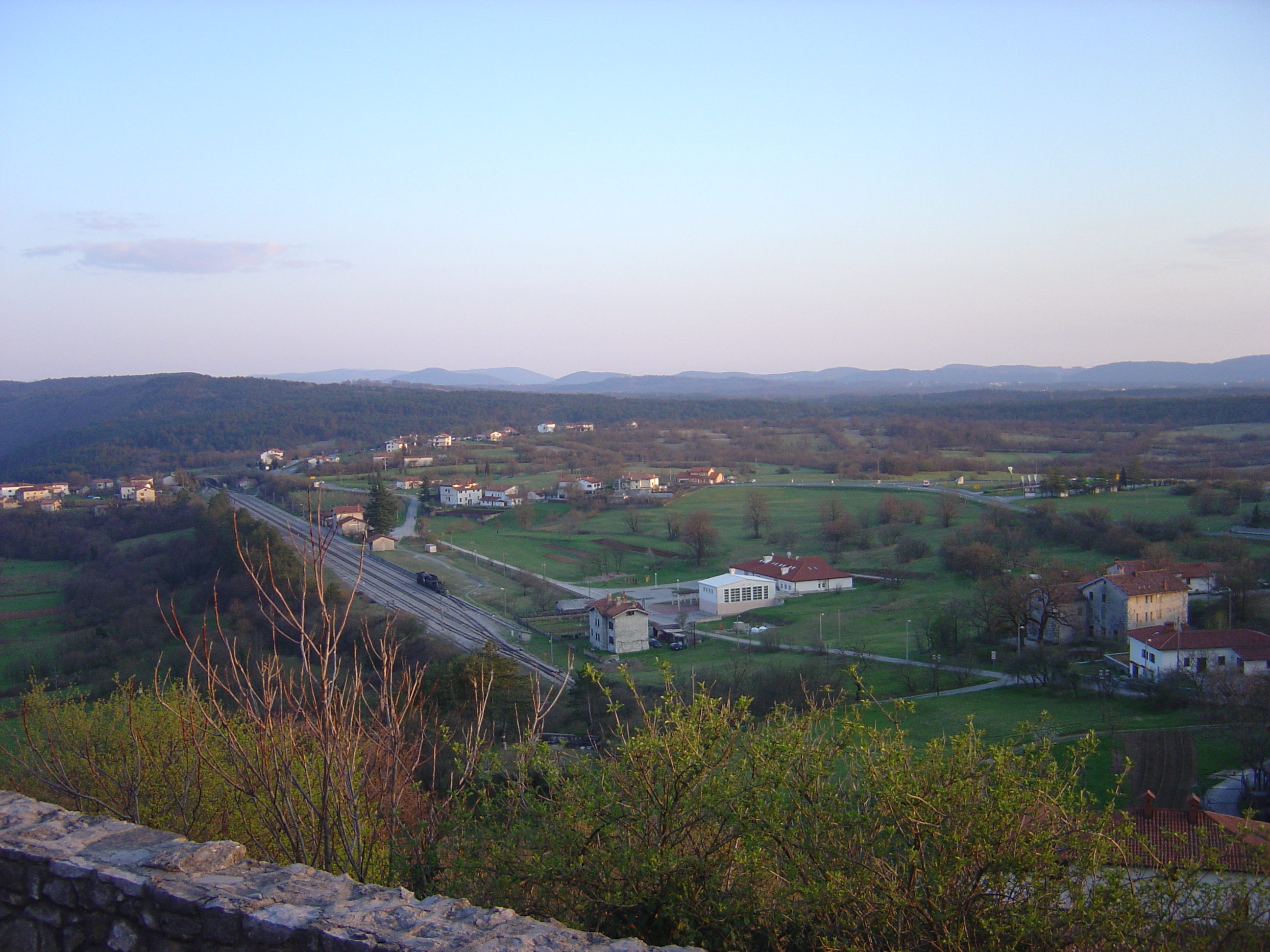
El paisatge del Carso vist des Štanjel
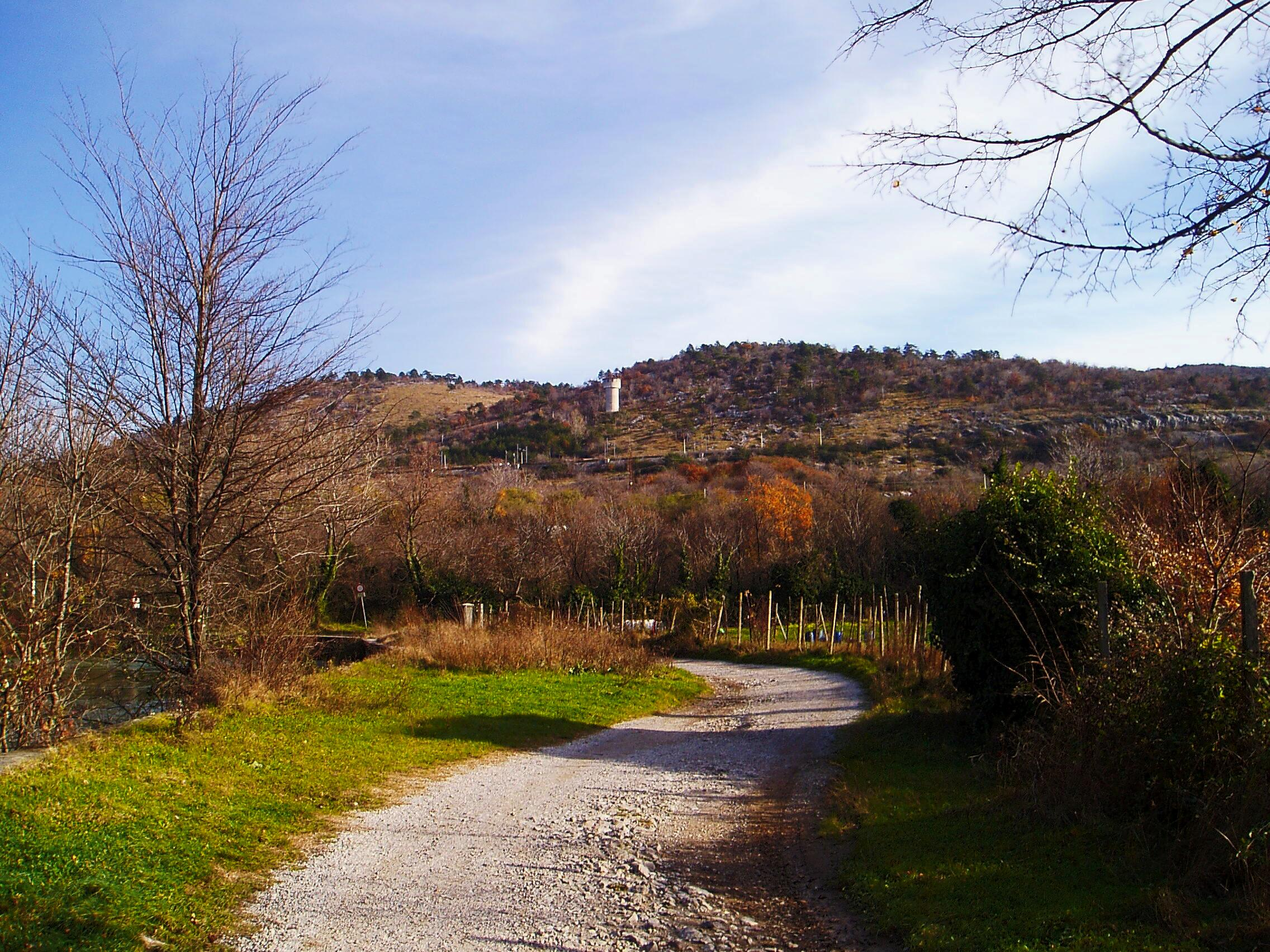
Paisatge prop de Duino
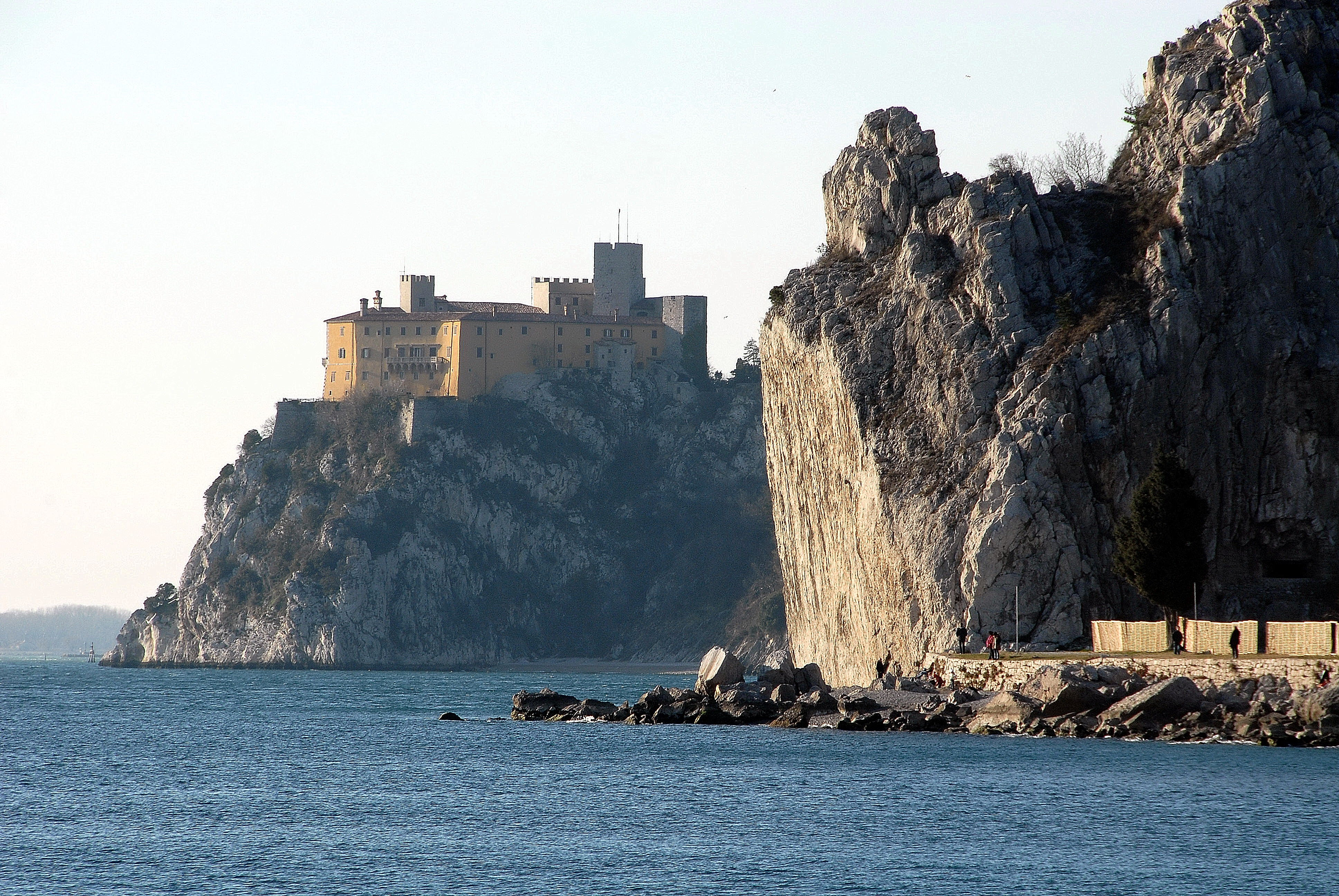
Els penya-segats d'Aurisina
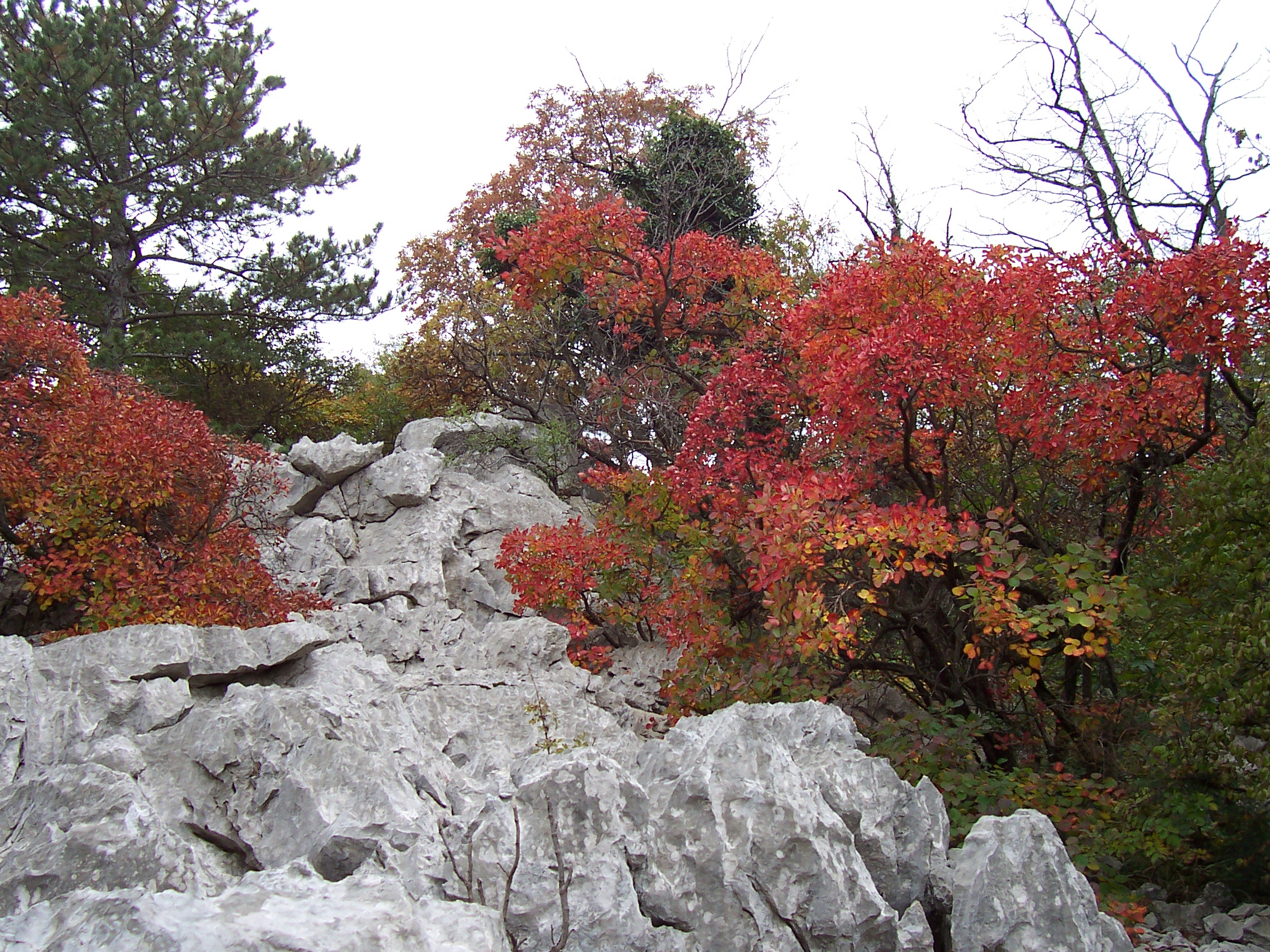
Paisatge del Carso a la província de Trieste
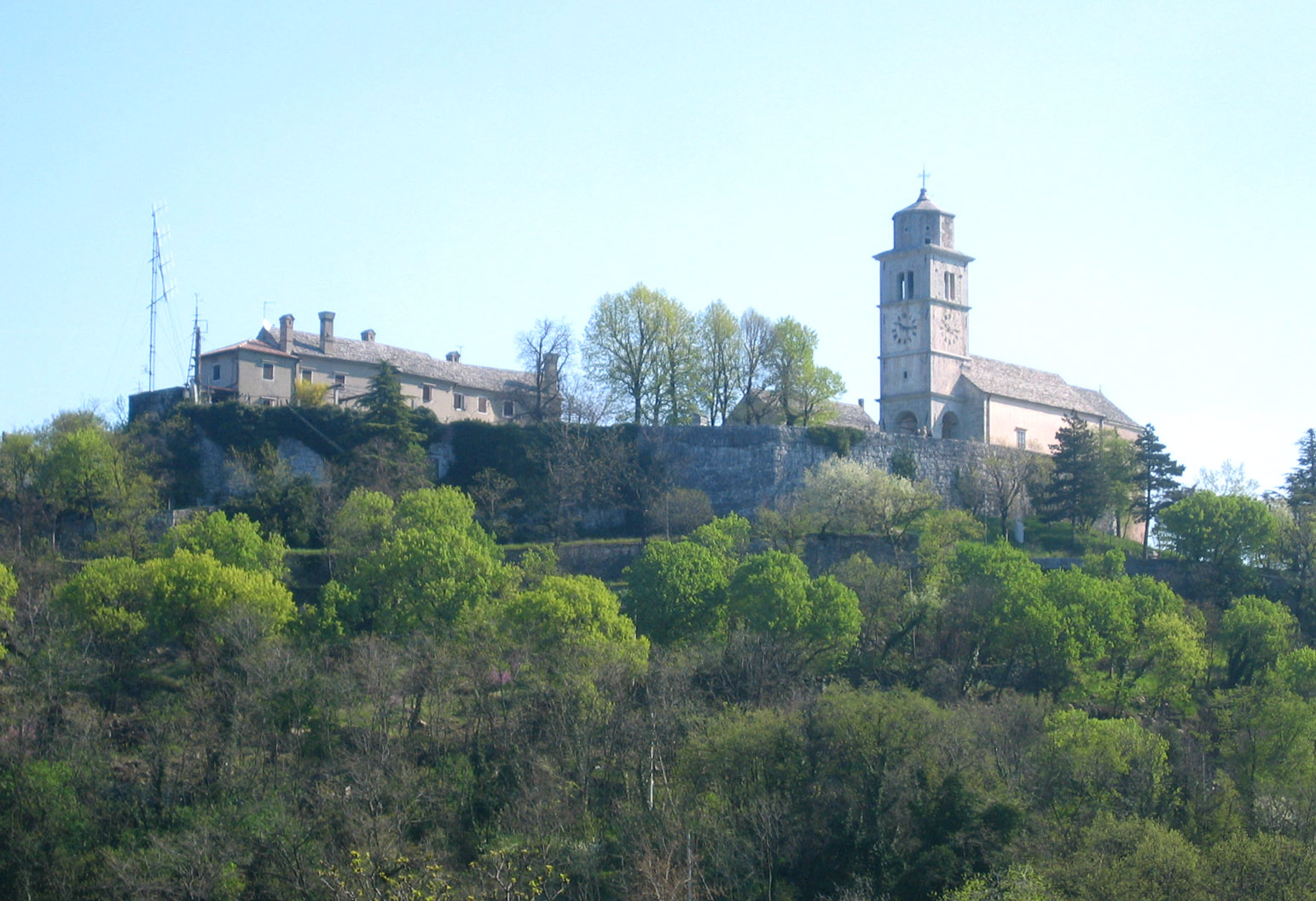
L'església fortificada de Repentabor
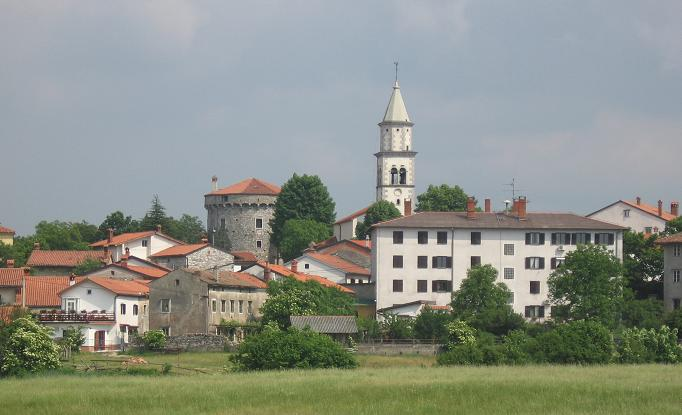
El poble de Lokev prop de Sežana
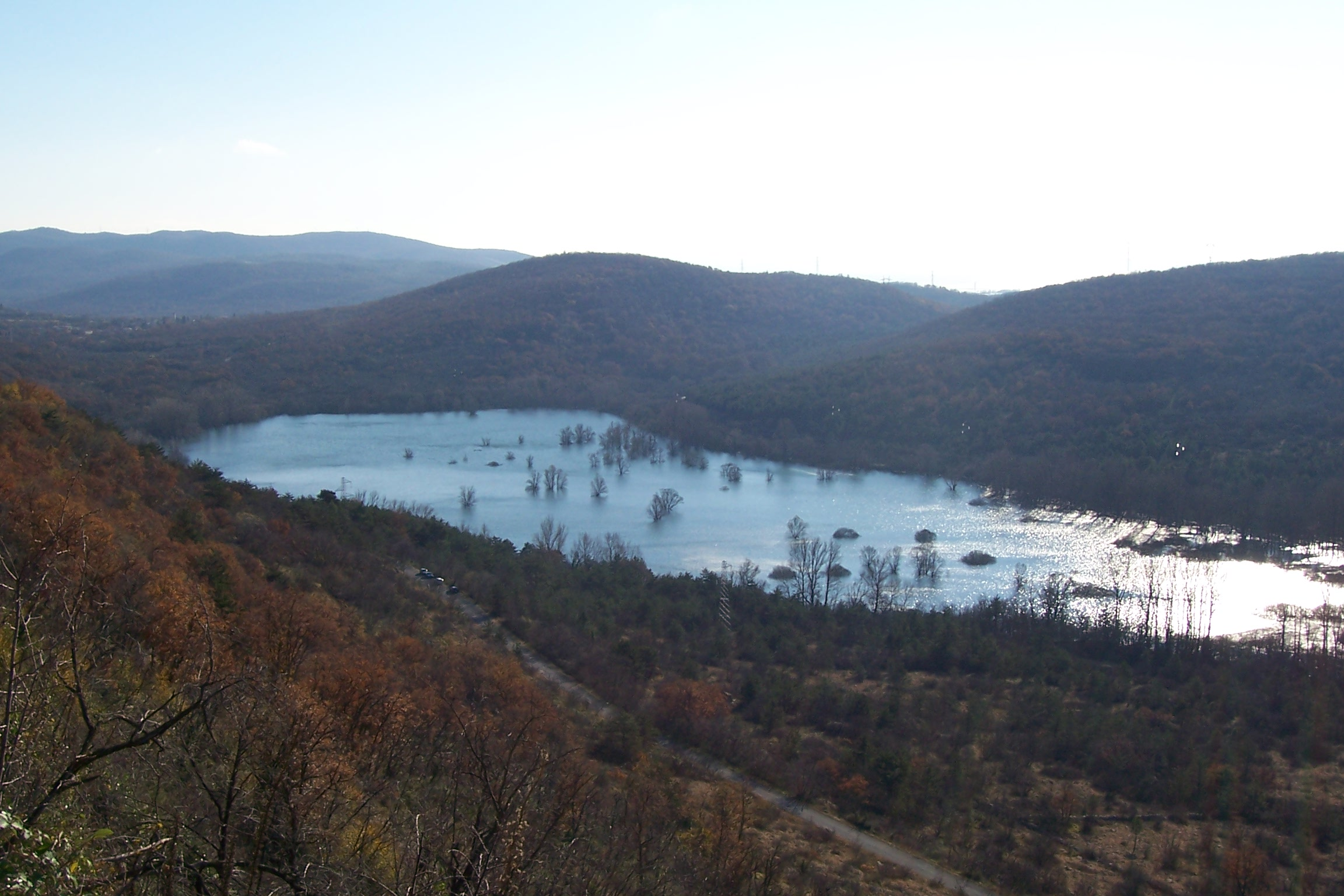
Llac de Doberdò